# Герб комуни Стремсунд

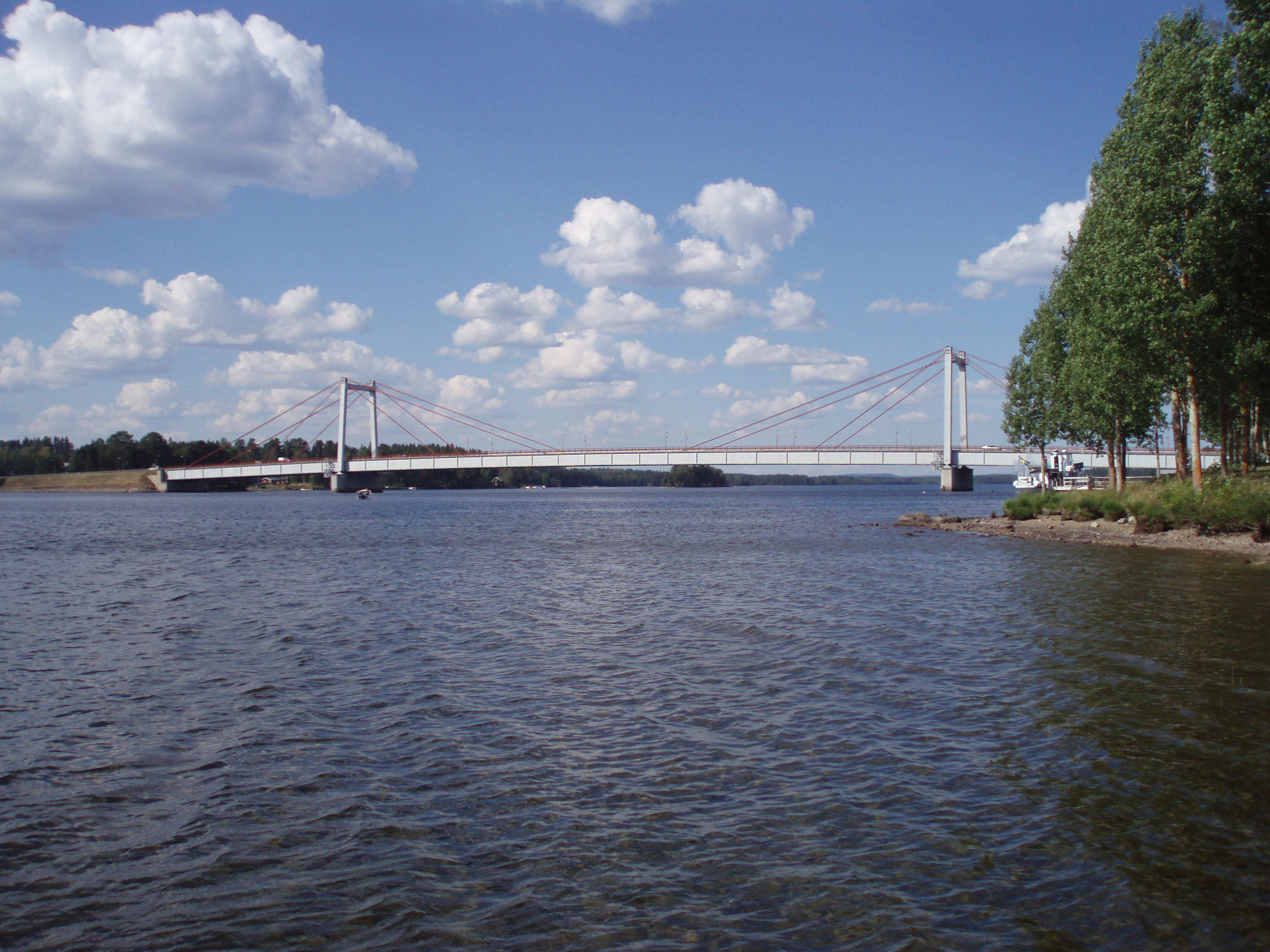
Стремсундський міст

Герб комуни Стремсунд (швед. Strömsunds kommunvapen) — символ шведської адміністративно-територіальної одиниці місцевого самоврядування комуни Стремсунд.

## Історія
Для новоутвореної комуни 1973 року було за результатами конкурсу обрано герб, автором якого став Йон Вестерлунд. Оскільки герб не відповідав нормам геральдичної колористики, то Державний герольд відмовив у схваленні цього проекту. Проте його думка була лише дорадчою, тому влада комуни вирішила залишити символ без змін. Новий герб комуни Стремсунд офіційно зареєстровано 1979 року.
Герби давніших адміністративних утворень, що увійшли до складу комуни, більше не використовуються.

Герб ландскомуни Фроствікен (1958–1970) Герб комуни Фроствікен (1971–1973)
Герб ландскомуни Фєльше (1950–1970) Герб комуни Фєльше (1971–1973)
Герб ландскомуни Гаммердаль (1944–1970) Герб комуни Гаммердаль (1971–1973)
Герб ландскомуни Стрем (1938–1970) Герб комуни Стрем (1971–1973)
Герб ландскомуни Тоше (1965–1966)

## Опис (блазон)
Щит перетятий, у верхньому червоному полі чорний міст, у нижньому срібному —  сині хвилясті балки. 

## Зміст
Зображення вантового моста в гербі вказує на реальну інженерну споруду, побудовану 1956 року через систему озер Стремс-Ваттудаль. Хвилясті сині балки символізують води місцевих озер.